# Юстинград
Юст́инград — колишнє єврейське містечко в Україні.

## Історія
Юстинград був створений після 1825 року в Київській губернії після декрету Миколи I про вигнання євреїв з сіл з переважно сільським населенням. Єврейське населення було виселене з сусіднього села Соколівка. В результаті євреї Соколівки зайняли незаселену землю по інший бік озера, продану їм місцевим паном, і назвали поселення на честь Юстини, дружини пана. Містечко входило до складу Липовецького повіту.
Багато євреїв містечка емігрували в США і Палестину на початку 1900-х років.
У серпні 1919 року в Юстинграді був єврейський погром, під час якого загинуло до п'ятої частини єврейського населення міста.
Під час німецької окупації, 27 липня 1941 року, населення було знищено, а містечко припинило своє існування.
Територія колишнього Юстинграду зараз входить до складу села Соколівка.

## Відомі вихідці Юстинграда
У Юстинграді 31 січня 1917 року народився Григорій Артемович Івашкевич (помер 1997-го року) — український лікар, доктор медичних наук, професор, завідувач кафедри шпитальної хірургії ЛНМУ імені Данила Галицького (1968—1985).